# Алба (тауншип, Миннесота)
Алба (англ. Alba) — тауншип в округе Джексон, Миннесота, США. На 2000 год его население составило 200 человек.

## География
По данным Бюро переписи населения США площадь тауншипа составляет 91,4 км², из которых 91,3 км² занимает суша, a вода составляет 0,03 %.

## Демография
По данным переписи населения 2000 года здесь находились 200 человек, 77 домохозяйств и 58 семей.  Плотность населения —  2,2 чел./км².  На территории тауншипа расположено 85 построек со средней плотностью 0,9 построек на один квадратный километр. Расовый состав населения: 97,50 % белых и 2,50 % приходится на две или более других рас. Испанцы или латиноамериканцы любой расы составляли 3,00 % от популяции тауншипа.
Из 77 домохозяйств в 31,2 % воспитывались дети до 18 лет, в 68,8 % проживали супружеские пары, в 2,6 % проживали незамужние женщины и в 23,4 % домохозяйств проживали несемейные люди. 23,4 % домохозяйств состояли из одного человека, при том 13,0 % из — одиноких пожилых людей старше 65 лет. Средний размер домохозяйства — 2,60, а семьи — 3,05 человека.
27,0 % населения — младше 18 лет, 4,0 % — в возрасте от 18 до 24 лет, 23,0 % — от 25 до 44, 27,5 % — от 45 до 64, и 18,5 % — старше 65 лет. Средний возраст — 42 года. На каждые 100 женщин приходилось 92,3 мужчин.  На каждые 100 женщин старше 18 приходилось 100,0 мужчин.
Средний годовой доход домохозяйства составлял 25 179 долларов, а средний годовой доход семьи —  26 250 долларов. Средний доход мужчин —  23 750  долларов, в то время как у женщин — 16 250. Доход на душу населения составил 13 699 долларов. За чертой бедности находились 9,1 % семей и 10,7 % всего населения тауншипа, из которых 18,4 % младше 18 лет.